# Budapest Challenger 2003
Il Budapest Challenger 2003 è stato un torneo di tennis facente parte della categoria ATP Challenger Series nell'ambito dell'ATP Challenger Series 2003. Il torneo si è giocato a Budapest in Ungheria dal 19 al 24 maggio 2003 su campi in terra rossa.

## Vincitori

### Singolare
Johan Settergren ha battuto in finale  Boris Pašanski con il punteggio di 7–5, 6–4

### Doppio
Kornel Bardoczky /  Gergely Kisgyorgy hanno battuto in finale  Thomas Blake /  Jason Marshall con il punteggio di 7–6(4), 6–0